# Lycomorphodes correbioides
Lycomorphodes correbioides là một loài bướm đêm thuộc phân họ Arctiinae, họ Erebidae.